# Sistem Pogodbe o Antarktiki
Pogodba o Antarktiki (angleško The Antarctic Treaty, francosko Traité sur l'Antarctique, rusko Договор об Антарктике, špansko Tratado Antártico) s pripadajočimi sporazumi, skupaj znanimi kot sistem Pogodbe o Antarktiki, je mednarodna pogodba, ki ureja odnose med državami glede Antarktike, edine nenaseljene celine na svetu.
Pogodba v 14 točkah določa ozemlje in pripadajoče vode ter ledene police južno od 60º zemljepisne širine (razen mednarodnih voda, ki jih urejajo drugi sporazumi) za demilitarizirano območje, namenjeno ohranjanju okolja in znanstvenim raziskavam. Izrecno prepoveduje izvajanje vojaških manevrov, preskušanje orožja, vzpostavljanje vojaških baz in odlaganje radioaktivnih odpadkov, pri tem pa se ne opredeljuje do obstoječih ali prihodnjih ozemeljskih zahtev. Spodbuja prosto in transparentno izvajanje znanstvenih raziskav ter sodelovanje med državami.
Kasneje so bili sprejeti še naslednji dokumenti, ki razširjajo ali podrobneje definirajo področje pogodbe:
- Konvencija o ohranjanju antarktičnih tjulnjev (1972), v veljavo stopila 1978
- Konvencija o ohranjanju živih morskih virov na Antarktiki (1980), v veljavo stopila 1982
- Konvencija o nadzorovanju pridobivanja rudnih bogastev na Antarktiki (1988), ni bila ratificirana
- Protokol o varstvu okolja k Sporazumu o Antarktiki (Madridski protokol; 1991), v veljavo stopil 1998, nadomestil je konvencijo iz leta 1988

Prvotna pogodba je nastala na pobudo Ministrstva za zunanje zadeve Združenih držav Amerike, po dolgotrajnih pogajanjih v Washingtonu jo je 1. decembra 1959 podpisalo 12 držav z interesi na Antarktiki, udeleženk mednarodnega geofizikalnega leta (1957–1958): Argentina, Avstralija, Belgija, Čile, Francija, Japonska, Nova Zelandija, Norveška, Republika Južna Afrika, Sovjetska zveza, Združeno kraljestvo in Združene države Amerike. 
Zdaj velja za zgled urejanja meddržavnih odnosov pri ozemeljskih zadevah in mejnik v diplomaciji, s katerim je mednarodna skupnost vso celino namenila miroljubnemu znanstvenemu raziskovanju in mednarodni izmenjavi v korist človeštva. Zgodovinsko pomembna je tudi kot prvi sporazum o omejitvi oboroževanja v času hladne vojne. Od sorodnih dokumentov je pomemben zlasti Protokol o varstvu okolja iz leta 1991, ki je uvedel 50-letni moratorij na izkoriščanje mineralnih virov. Ta odraža skrb zaradi interesov po iskanju in črpanju morebitnih zalog nafte, kar bi ogrozilo ranljivo polarno okolje, zaradi finančnih obetov pa bi lahko znova obudilo tudi ozemeljske težnje in ogrozilo celoten sistem pogodb.

## Organizacija
Kasneje je k sporazumu pristopilo še 42 držav. Pogodbenice so bodisi posvetovalne, bodisi neposvetovalne; države v prvi kategoriji so tiste z aktivnim znanstvenoraziskovalnim programom na Antarktiki (29 držav, vključno z 12 prvopodpisnicami), ki plačujejo letni prispevek v namenski sklad in imajo glasovalno pravico na sestankih v okviru pogodbe. Neposvetovalne članice so vabljene na sestanke, nimajo pa finančnih obveznosti in pravice odločanja.
Vlada Republike Slovenije je konec januarja 2019 sprejela Zakon o ratifikaciji Pogodbe o Antarktiki, s katerim Slovenija pristopa k pogodbi kot neposvetovalna članica. Zakon je stopil v veljavo marca 2019.
V okviru pogodbe delujeta dve svetovalni telesi, Znanstveni odbor za raziskovanje na Antarktiki in Odbor za varovanje okolja. Leta 2004 je bil za administrativno podporo ustanovljen še Sekretariat Pogodbe o Antarktiki s sedežem v Buenos Airesu.